# 플로어 하키
플로어 하키(영어: floor hockey)는 협응력, 민첩성, 스피드, 그리고 일반 체력수준을 향상시키는 데 좋은 종목이다. 모든 스타일과 코드는 체육관이나 농구장과 같은 건조하고 평평한 바닥에서 플레이된다. 다른 하키 코드에서처럼, 각 팀의 선수들은 막대기를 사용하여 공, 디스크 또는 퍽을 골대 안으로 쏘려고 시도한다. 일부는 끝이 구부러져 있고 다른 일부는 날이 없는 직선 막대이다.
플로어 하키는 스틱과 공 또는 디스크 유형을 사용하는 두 팀이 참여하는 여러 실내 플로어 게임 코드에 대한 광범위한 용어이다. 디스크(disk)는 열려 있거나 닫혀 있지만 두 디자인 모두 일반적으로 "퍽"이라고 한다. 이 게임은 도보로 또는 바퀴 달린 스케이트를 타고 진행된다. 변형은 일반적으로 아이스하키, 필드하키, 밴디 또는 기타 스포츠 조합의 스타일을 반영한다. 이 게임은 일반적으로 코솜 하키, 볼 하키, 플로어볼 또는 간단히 플로어 하키 등 다양한 이름으로 알려져 있다.
두 가지 플로어 하키 변형은 바퀴 달린 스케이트를 사용하며 롤러 하키라는 제목으로 롤러 스포츠로 분류된다. 쿼드 하키는 일반적으로 롤러 스케이트로 알려진 쿼드 스케이트를 사용하며 밴디와 유사하게 보이지만 인라인 하키는 인라인 스케이트를 사용하며 아이스하키 변형이다.
모든 스타일과 코드는 체육관이나 농구장과 같이 건조하고 평평한 바닥 표면에서 플레이된다. 다른 하키 규정과 마찬가지로 각 팀의 선수는 스틱을 사용하여 공, 디스크 또는 퍽을 골에 넣으려고 시도한다. 일부는 끝이 구부러져 있고 다른 일부는 칼날이 없는 직선 스틱을 사용한다.
플로어 하키 게임은 게임이 더 체계적이고 성문화된 규칙 세트를 가지고 있다는 점에서 스트리트 하키와 다르다. 바퀴 달린 스케이트를 포함하지 않고 닫힌 퍽을 사용하는 변형은 때때로 아이들에게 아이스 하키를 가르치고 훈련시키는 데 도움이 되는 건조지 훈련의 한 형태로 사용되는 반면, 플로어볼 변형은 때때로 밴디를 위한 건조지 훈련 프로그램으로 사용된다.

## 구성 및 장비
플로어 하키는 각각 6명으로 구성된 두 팀으로 나눠, 마루에서 치러진다. 게임의 목표는 가능한 많은 득점을 하면서 동시에 상대팀의 득점을 막는 것이다. 이 경기를 하기 위해서 10개의 스틱과 2개의 골키퍼 스틱, 2개의 골키퍼 마스크, 헬멧, 골대,퍽 등의 장비가 필요하다.

## 같이 보기
- 하키
- 플로어볼